# Incendie de whisky de Dublin

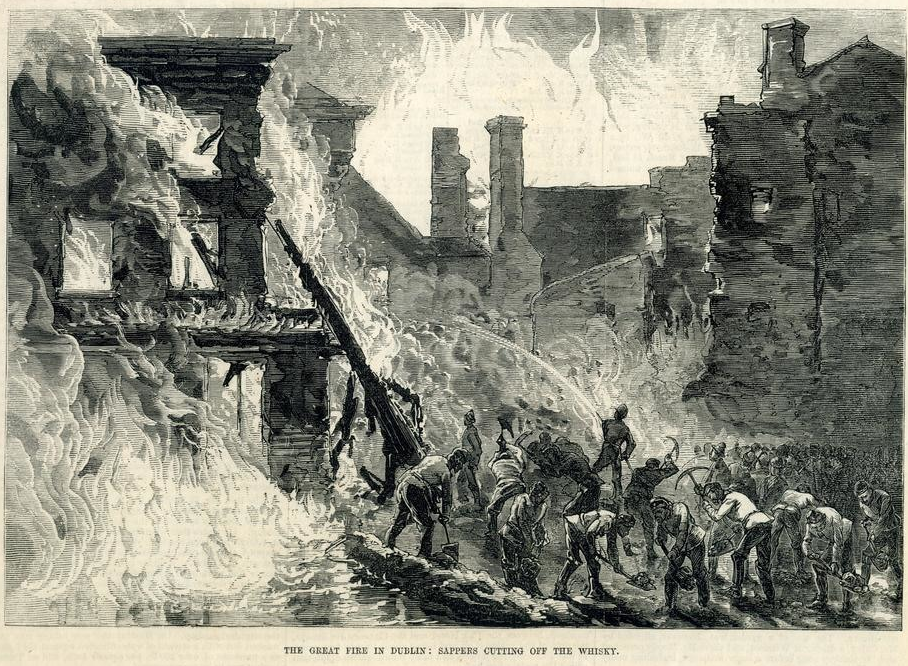
Gravure représentant l'accident.

L'incendie de whisky de Dublin est un accident ayant eu lieu le 18 juin 1875 dans le quartier Liberties de Dublin. Il dure une seule nuit mais entraîne la mort de 13 personnes et ainsi que des dégâts contemporainement évalués à 6 millions d'euros de dégâts rien qu'en whisky (ajusté en fonction de l'inflation). 
Les gens boivent notamment la rivière de 15 cm de whisky qui aurait coulé jusqu'au centre de Dublin. Aucun des décès subis lors de l'incendie n'est dû à l'inhalation de fumée, à des brûlures ou à toute autre forme de contact direct avec l'incendie lui-même, mais à des intoxications alcooliques.

## Origine
Il est supposé que l'incendie commence dans l'entrepôt sous douane de Laurence Malone au coin de la rue Ardee, où 5 000 hogsheads (soit près de 1,2 million de litres) de whisky sont stockés pour une valeur de 54 000 £,. La cause exacte de l'incendie n'est pas connue, mais on sait qu'il s'est déclaré entre 16 h 35, lors de la vérification du magasin, et 20 h 30, lorsque l'alarme est déclenchée. À 21h30, les barils à l'intérieur de l'entrepôt commencent à exploser sous la chaleur, envoyant un flot de whisky s'écouler à travers les portes et les fenêtres du bâtiment en feu.

## Propagation
Le flux de whisky s'étend d'abord sur Cork Street, tournant sur Ardee Street et emportant une maison sur Chamber Street, puis continue plus loin jusqu'à Mill Street où il démolit rapidement une rangée de petites maisons.

## Réactions
Les personnes vivant à proximité sont d'abord alertées de l'incendie par les cris de cochons provenant d'enclos à bétail à proximité du bâtiment en feu. Cela entraîne une évacuation étonnamment rapide qui est ensuite saluée par les membres des services d'urgence ainsi que par le Lord Maire de Dublin à l'époque, Peter Paul McSwiney. 
Pendant l'évacuation, de nombreuses personnes se rassemblent près des flots de whisky, remplissant n'importe quel récipient à portée de main avec le liquide brûlant. Par la suite, 24 hospitalisations dues à une intoxication alcoolique sont notées, dont 13 entraînant des décès.